# 21648 Gravanschaik
21648 Gravanschaik este un asteroid din centura principală de asteroizi.

## Descriere
21648 Gravanschaik este un asteroid din centura principală de asteroizi. A fost descoperit pe 12 iulie 1999 la Socorro, New Mexico, în cadrul proiectului LINEAR. Asteroidul prezintă o orbită caracterizată de o semiaxă mare de 2,60 ua, o excentricitate de 0,23 și o înclinație de 11,5° în raport cu ecliptica.